# Seleção Zimbabuense de Futebol Feminino

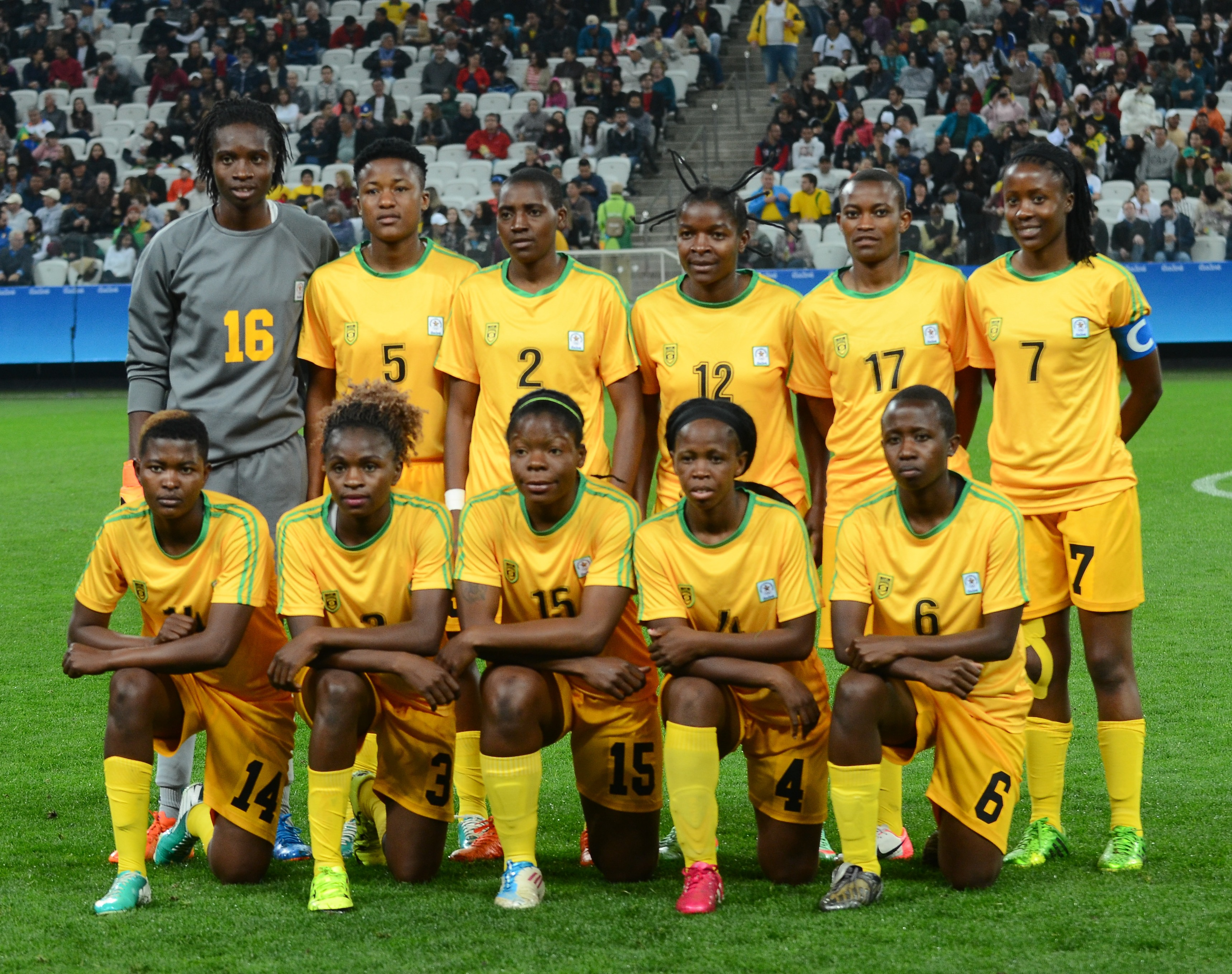
Seleção Zimbabuana nos Jogos Olímpicos de 2016.

A Seleção Zimbabuana de Futebol Feminino representa a Zimbábue nas competições de futebol feminino. É controlada pela Associação de Futebol do Zimbábue (ZIFA), entidade que é filiada a Confederação Africana de Futebol. Ela é filiada à FIFA, CAF e à COSAFA.
Sua primeira partida internacional competitiva foi disputada no Campeonato Africano Feminino de 2000, quando empatou com Uganda por 2 a 2 em 11 de novembro de 2000. Estava classificada para a edição de 1991, mas desistiu do torneio antes de disputar uma partida.
Se classificou para o torneio de futebol dos Jogos Olímpicos de 2016 e terminaram em último no grupo depois de perder por 6 a 1 para a Alemanha, 3 a 1 para o Canadá e 6 a 1 para a Austrália. Nunca se classificou para a Copa do Mundo.

## História
O Zimbábue tinha previsão de competir na edição inaugural do Campeonato Africano Feminino de 1991, mas se retirou antes do primeiro jogo contra a Zâmbia. Em junho de 1997, a equipe jogou contra a África do Sul no Estádio FNB, na preliminar do Desafio Nelson Mandela. No Campeonato Feminino da COSAFA, terminou com vice-campeonato em 2002 e em quarto lugar em 2006. Em 2011, foram coroados campeãs.

### Escândalo sexual e condições precárias
Em 2003, a jogadora Yesmore Mutero acusou publicamente o técnico nacional Shacky Tauro de infectá-la com HIV durante um sexo extraconjugal. Tauro negou as alegações, mas deixou cargo em seguida. Mutero morreu em 2004, seguido por Tauro em 2009. Um inquérito subsequente sobre as alegações de abuso sexual generalizado de futebolistas do Zimbabué foi iniciado, mas nunca confirmado pela ZIFA.
Além de encobrir o abuso sexual, a ZIFA forneceu instalações para treinamento inadequados e perigosos, não conseguiu marcar partidas amistosas de preparação, reteve pagamentos contratuais e bônus, recusou-se a pagar por viagens para partidas fora de casa e se recusou a pagar pelo tratamento de jogadoras lesionadas. Como recompensa pela classificação ao Campeonato Africano de 2016, cada jogadora recebeu 50 dólares para comprar um vestido. Jogadoras que foram convocadas para disputar as Olimpíadas de 2016 ainda assim deviam 3 500 dólares cada para a associação nacional. Ao voltar do Brasil, nenhum funcionário da ZIFA cumprimentou as jogadores que receberam entre 5 e 15 dólares para voltar as suas casas.

## Desempenho

### Jogos Olímpicos
| Futebol nos Jogos Olímpicos | Futebol nos Jogos Olímpicos | Futebol nos Jogos Olímpicos | Futebol nos Jogos Olímpicos | Futebol nos Jogos Olímpicos | Futebol nos Jogos Olímpicos | Futebol nos Jogos Olímpicos | Futebol nos Jogos Olímpicos | Futebol nos Jogos Olímpicos | Futebol nos Jogos Olímpicos |
| Ano                         | Resultado                   | PJ                          | V                           | E                           | D                           | GM                          | GC                          | SG                          |                             |
| --------------------------- | --------------------------- | --------------------------- | --------------------------- | --------------------------- | --------------------------- | --------------------------- | --------------------------- | --------------------------- | --------------------------- |
| 1996                        | Não se classificou          | -                           | -                           | -                           | -                           | -                           | -                           | -                           |                             |
| 2000                        | Não se classificou          | -                           | -                           | -                           | -                           | -                           | -                           | -                           |                             |
| 2004                        | Não se classificou          | -                           | -                           | -                           | -                           | -                           | -                           | -                           |                             |
| 2008                        | Não se classificou          | -                           | -                           | -                           | -                           | -                           | -                           | -                           |                             |
| 2012                        | Não se classificou          | -                           | -                           | -                           | -                           | -                           | -                           | -                           |                             |
| 2016                        | Fase de grupos              | 3                           | 0                           | 0                           | 3                           | 3                           | 15                          | –12                         |                             |
| Total                       | 1/6                         | 3                           | 0                           | 0                           | 3                           | 3                           | 15                          | –12                         |                             |

### Campeonato Africano
| Campeonato Africano de Futebol Feminino | Campeonato Africano de Futebol Feminino | Campeonato Africano de Futebol Feminino | Campeonato Africano de Futebol Feminino | Campeonato Africano de Futebol Feminino | Campeonato Africano de Futebol Feminino | Campeonato Africano de Futebol Feminino | Campeonato Africano de Futebol Feminino | Campeonato Africano de Futebol Feminino | Campeonato Africano de Futebol Feminino |
| Ano                                     | Resultado                               | PJ                                      | V                                       | E                                       | D                                       | GM                                      | GC                                      | SG                                      |                                         |
| --------------------------------------- | --------------------------------------- | --------------------------------------- | --------------------------------------- | --------------------------------------- | --------------------------------------- | --------------------------------------- | --------------------------------------- | --------------------------------------- | --------------------------------------- |
| 1991                                    | Desistiu nas quartas de final           | -                                       | -                                       | -                                       | -                                       | -                                       | -                                       | -                                       |                                         |
| 1995                                    | Não entrou                              | -                                       | -                                       | -                                       | -                                       | -                                       | -                                       | -                                       |                                         |
| 1998                                    | Não entrou                              | -                                       | -                                       | -                                       | -                                       | -                                       | -                                       | -                                       |                                         |
| 2000                                    | Quarto lugar                            | 5                                       | 1                                       | 1                                       | 3                                       | 8                                       | 17                                      | –9                                      |                                         |
| 2002                                    | Fase de grupos                          | 3                                       | 0                                       | 2                                       | 1                                       | 2                                       | 4                                       | –2                                      |                                         |
| 2004                                    | Fase de grupos                          | 3                                       | 1                                       | 1                                       | 1                                       | 3                                       | 4                                       | –1                                      |                                         |
| 2006                                    | Desistiu nas eliminatórias              | -                                       | -                                       | -                                       | -                                       | -                                       | -                                       | -                                       |                                         |
| 2008                                    | Não se classificou                      | -                                       | -                                       | -                                       | -                                       | -                                       | -                                       | -                                       |                                         |
| 2010                                    | Não entrou                              | -                                       | -                                       | -                                       | -                                       | -                                       | -                                       | -                                       |                                         |
| 2012                                    | Não se classificou                      | -                                       | -                                       | -                                       | -                                       | -                                       | -                                       | -                                       |                                         |
| 2014                                    | Não se classificou                      | -                                       | -                                       | -                                       | -                                       | -                                       | -                                       | -                                       |                                         |
| 2016                                    | Fase de grupos                          | 3                                       | 0                                       | 1                                       | 2                                       | 0                                       | 3                                       | –3                                      |                                         |
| 2018                                    | Não se classificou                      | -                                       | -                                       | -                                       | -                                       | -                                       | -                                       | -                                       |                                         |
| Total                                   | 4/13                                    | 14                                      | 2                                       | 5                                       | 7                                       | 13                                      | 28                                      | –15                                     |                                         |